# Germans Musulmans
Els Germans Musulmans (àrab: الإخوان المسلمون, al-Iẖwān al-Muslimūn) és un moviment polític de caràcter religiós musulmà, fundat a Egipte i estès a altres països àrabs. La seva ideologia fundacional estava basada en l'establiment d'un estat islàmic basat en la xaria.
La seva bandera és verda amb un disc blanc al centre amb l'emblema a l'interior. També es donen els colors invertits (bandera blanca amb disc verd).

## Germans Musulmans a Egipte
La Jamíyyat al-Ikhwan al-Muslimín (Associació dels Germans Musulmans) es va fundar el 1928 a Ismaïlia (Egipte) per Hassan al-Banna. Es van crear delegacions a les ciutats properes al canal de Suez i després arreu d'Egipte. El 1933 Hasan fou traslladat al Caire i va desplaçar a aquesta ciutat la seu central de la confraria. Hassan n'era el fundador i guia suprem (al-múrxid al-amm) i el que formava els daïs o missioners, que predicaven a les mesquites i llocs públics. En aquesta fase les activitats principals foren socials i religioses; es van fundar escoles i hospitals i fins i tot empreses.
El 1936, després del tractat angloegipci, Hassan al-Banna va començar a defensar la causa dels àrabs de Palestina, estenent el seu moviment a Síria, Líban, Palestina, Transjordània i Iraq. El 1941, durant la II Guerra Mundial, a causa de la seva propaganda antibritànica, Hassan fou empresonat per un temps. En aquests anys va contactar amb el moviment dels Oficials Lliures. A partir del 1943 el Partit Comunista Egipci es va aliar a l'ala esquerra del Wafd, esforçant-se a mobilitzar els estudiants contra la presència britànica; aviat els comunistes van acusar els Germans Musulmans d'emprar més energies en combatre l'esquerra que el colonialisme.
El 1948 van aportar gran nombre de voluntaris a l'exèrcit que va lluitar a la guerra de Palestina o primera guerra araboisraeliana. Acabada la guerra foren considerats un perill per la seva capacitat militar i foren dissolts pel govern de Mahmud an-Nukraixí Paixà del Partit Institucional Saadista, els seus béns foren confiscats i molts membres foren detinguts. Al-Nukrashi fou assassinat el 28 de desembre de 1948 per un membre del grup i el 12 de febrer de 1948 Hassan al-Banna queia també assassinat, sense que s'arribés a dur a terme cap investigació amb resultats clars sobre els autors de la seva mort. Fou escollit un nou guia suprem, Hassan Ismaïl al-Hudaybi, un magistrat que no tenia la unanimitat, i l'organització va subsistir clandestinament. El 23 d'abril de 1951, la llei sobre associacions va permetre a l'organització recuperar la legalitat. Sembla que llavors van participar en els atacs contra les bases britàniques al Canal de Suez i la seva participació en l'incendi del Caire el 26 de gener de 1952 mai no fou aclarida.
El 23 de juliol de 1952 els Oficials Lliures van prendre el poder. El seu programa polític era proper al dels Germans Musulmans en qüestions socials. Els militars propers o membres del Germans Musulmans van donar suport als Oficials Lliures. Quan el 16 de gener de 1953 es van dissoldre els partits polítics, els Germans Musulmans van poder subsistir per concessió del règim com associació religiosa. Al-Hundaybi va exigir una mena de dret de veto sobre les decisions del govern, el que fou rebutjat i des de llavors els Germans Musulmans van començar a criticar als Oficials Lliures. Van intensificar la propaganda entre estudiants i treballadors i van conspirar dins l'exèrcit i la policia. El 13 de gener de 1954 l'associació fou dissolta per segona vegada. Tots els dirigents i centenars de membres foren detinguts. Però a causa de la rivalitat entre Muhammad Naguib i Gamal Abdel Nasser van ser alliberats, i l'organització legalitzada altre cop com associació al cap de poc.
El tractat angloegipci del 19 d'octubre de 1954 fou jutjat molt favorable als britànics pels Germans Musulmans i van exigir la lluita armada contra aquests. El 26 d'octubre de 1954 Nasser va escapar a un atemptat comès per un membre dels Germans Musulmans. Més de mil membres foren detinguts com a resposta i molts jutjats i condemnats a fortes penes. Sis membres foren executats entre els quals l'advocat i escriptor Abd al-Kadir Uda; al-Hudaybi fou condemnat a mort però la pena li fou commutada per cadena perpètua.
L'organització va tornar a la clandestinitat. Una conspiració per enderrocar a Nasser fou avortada el 1965 i centenars de persones foren arrestades, de les que tres van ser executades al cap d'un any, entre els quals l'escriptor Sayyid Qutb. A la mort de Nasser el 1970 el nou president Anwar al-Sadat va alliberar a tots els presoners i va prometre a l'organització que implementaria la xaria al país. Però quan Sadat va signar la pau amb Israel el 1979, les Germans Musulmans no hi van donar suport. Radicals islàmics van assassinar Sadat (1981) però els Germans Musulmans no hi van tenir part.
La nova direcció es va declarar per la reforma islàmica de la societat, el sistema democràtic i el manteniment de la xarxa d'atenció social tal com va ser quan es va fundar l'organització. La direcció ha anat agafant postures cada cop més moderades.
El 2005 els seus candidats van poder participar en les eleccions com independents (l'organització no és legal però està tolerada) i van obtenir 88 escons (el 20% dels escons) sent el principal grup de l'oposició (els partits legals només van obtenir entre tots 14 escons). Durant el procés electoral centenars de Germans Musulmans foren detinguts.
El Partit Llibertat i Justícia va ser fundat pels Germans Musulmans després de la revolució egípcia de 2011. A les eleccions presidencials d'Egipte de 2012 va guanyar les eleccions presidencials d'Egipte de 2012, però les repetides manifestacions contra el govern de Mohamed Mursi van provocar un greu conflicte dintre del país i el 3 de juliol del 2013 Abdelfatah al-Sissi, cap de les forces armades egípcies, va derrocar en un cop d'estat el president Mursi, traspassant el poder a Adly Mansur, president del Tribunal Constitucional i convocant eleccions anticipades constituents.
El febrer del 2015, un jutge va sentenciar a més de 230 membres dels Germans Musulmans a mort a través d'un sol judici massiu i ràpid, acusant-los de relació amb un atac mortal contra una comissaria a Guiza, tot i haver-hi seriosos dubtes sobre la implicació de tots ells, o en alguns casos, fins i tot de la seva presència en el moment de l'atac.
L'11 d'abril del 2015 el líder espiritual del grup, Mohamed Badie i el seu portaveu, Gehad el-Haddad, van ser condemnats a mort conjuntament amb dotze membres més del grup per participar en les protestes contra el derrocament militar de Mohamed Morsi de l'any 2013. Pels mateixos motius, el jutge Mohammed Nagi Shehata va condemnar a més de 36 membres dels Germans Musulmans a cadena perpètua.

### Guies suprems de l'organització a Egipte
- 1928 - 1949 Hassan al Banna
- 1949 - 1972 Hassan al-Hudaybi
- 1972 - 1986 Umar al-Tilimsani
- 1986 - 1996 Muhammad Hamid Abu al-Nasr
- 1996 - 2002 Mustafa Mashhur
- 2002 - 2004 Mamun al-Hudaybi
- 2004 - 2010 Mohammed Mahdi Akef
- 2010 - present Mohamed Badie

## Altes seccions[calcitació]

### Germans Musulmans a Síria
Els Germans Musulmans de Síria es van fundar el 1937, però van tenir menys activitat que la secció egípcia. Alguns dels seus membres van ocupar posicions oficials com ministres o diputats, però la seva influència fou sobretot moral a través del shaykh Mustafa al-Shibai (mort el 1965). Després de 1963 el Partit Baath de Síria, panarabista i secularista, va prendre el poder i els Germans Musulmans s'hi van oposar, oposició encara més intensa des de 1970 quan el govern va quedar dominat per la família Assad, que eren alauites. En endavant es van produir accions armades i van culminar amb l'aixecament de Hamat de 1982 i la massacra repressiva que va seguir que va causar milers de morts. En endavant l'activitat política dels Germans Musulmans es va aturar tot i que el seu suport en el país no ha pogut ser avaluat. Disposa de quarters exteriors a Londres i Xipre i en els darrers anys ha adoptat polítiques reformistes, cridant a l'establiment de la democràcia i renunciant a la violència. La pertinença als Germans Musulmans és un delicte greu a Síria que pot ser castigat amb la pena de mort (llei d'emergència 49 de 1980). El seu líder es Ali Sadr al-Din al-Bayanuni, exiliat a Londres.

### Germans Musulmans a Palestina
La secció palestina dels Germans Musulmans fou fundada per Abd al-Rahman al-Banna, germà del fundador Hassan, el 1935. El 1945 es va fundar la branca de Jerusalem i el 1947 ja hi havia 25 branques a diverses ciutats com Jaffa, Lod, Haifa, Nablus i altres, amb una militància d'uns 15000 membres. El líder fou al-Hajj Amin al-Husseini (conegut com a Musa al-Husseini). Izz al-Din al-Kassam, proper de l'organització, fou el primer que va iniciar la resistència armada contra els britànics el 1935.
Van estar al costat àrab a la guerra de 1948 i va créixer després de la guerra, però dedicat principalment a l'obra social i amb bones relacions amb l'estat de [Jordània] que tenia el control de Cisjordània després de 1950; a Gaza la situació fou idèntica que a Egipte. Durant els anys seixanta insistia a crear una societat islàmica sense posar èmfasi en l'alliberament palestí d'Israel, el que li va fer perdre suport.
El 1967 els israelians van ocupar Cisjordània. El 1973 el shaykh Ahmad Yasin va fundar l'al-Mujamma' al-Islami (Centre Islàmic) per centralitzar l'activitat de totes les organitzacions religioses; les branques de Cisjordània, Gaza i Jordània es van fusionar en una sola entitat i la revolució iraniana va tenir gran influència en les poblacions musulmanes arreu. Com que l'organització no estava centrada en l'alliberament nacional va evitar ser destruïda com altres moviments de resistència, i els serveis secrets israelians li van donar suport per contrarestar al Fatah. Entre 1967 i 1987 el nombre de mesquites es va triplicar (de 200 a 600). Els Germans Musulmans amb la caritat creaven escoles, treball, mesquites, hospitals i xarxes d'ajut social; les mesquites eren el lloc de reclutament i centenars es van construir arreu en els vint anys que van seguir a l'ocupació.
La primera intifada va canviar la situació i el 1987 es va fundar a Gaza l'organització Hamas (Moviment de Resistència Islàmica) com a branca dels Germans Musulmans que durant la revolta (1987-1993) es va transformar en un moviment militar. Bona part del seu suport es deu a l'obra social dels Germans Musulmans que té al darrere. Hamas va guanyar les eleccions legislatives de l'Autoritat Nacional Palestina i quan el president Mahmud Abbas va destituir al govern, l'organització va prendre el control de Gaza, que encara conserva (2009).
Dins a Israel va adoptar el nom de Moviment Islàmic; es va dividir en dues branques, la del sud, representada al Parlament, i la del nord, més radical, que fa el boicot a les eleccions.

### Germans Musulmans a Jordània
La branca jordana dels Germans Musulmans es va formar el 1942. Tot i la supressió per molt de temps dels partits polítics, els Germans Musulmans van poder seguir operant legalment per decisió reial, amb els que sempre han estat en bones relacions. Als darrers anys el partit polític que els representa és el Front d'Acció Islàmica que és el partit amb més escons al Parlament (sis de 110) però els independents propers al rei controlen la situació.

### Germans Musulmans a l'Iraq
El 1960 les idees dels Germans Musulmans es van concretar en la fundació del Partit Islàmic Iraquià però fou declarat fora de la lleu el 1961 durant el govern d'Abd al-Karim Qasim. La repressió es va incrementar sota el Partit Baath (des de febrer de 1963) i els Germans Musulmans van restar a la clandestinitat. El partit es va refundar el 2003 quan Iraq fou ocupat pels Estats Units, sent un dels partits sunnites crítics però que va participar en el procés polític.

### Germans Musulmans al Kurdistan
La Unió Islàmica del Kurdistan es va formar com a partit per Salaheddine Bahaaeddin a Irbil el 1994, amb la ideologia dels Germans Musulmans. A les darreres eleccions del 2005 en què va participar separat per primer cop, va obtenir l'1,3% dels vots i 5 dels 275 escons.

### Germans Musulmans a la península Aràbiga
Com organització social (ja que no existeixen els partits polítics) els Germans Musulmans són tolerats al regne de l'Aràbia Saudita. Les seves doctrines són més moderades que el wahhabisme oficial.
Al Kuwait existeixen legalment i són conservadors i oposats al vot de les dones.
A Bahrein el seu nom és Al Eslah Society (Societat Al Eslah) i la seva branca política és la Societat Islàmica Al-Menbar (Al-Menbar Islamic Society). A les eleccions del 2002 fou el partit més votat amb 8 escons (de 40). Generalment dona suport al govern.

### Germans Musulmans a Algèria
A Algèria el Shaykh Ahmad Sahnoun va establir l'organització entre 1953 i 1954. Van simpatitzar amb la rebel·lió nacional (1954-1962) però després van quedar marginats pel secularisme del Front nacional d'Alliberament que fou el partit únic. Oficialment no va tenir activitat fins al 1991 quan es va restaurar el sistema partidista i es va formar el Moviment per la Societat de la Pau (MSP, inicialment conegut com a Hamas), dirigit per Mahfoud Nahnah (mort el 2003) i després per Boudjerra Soltani. No va formar part del Front Islàmic de Salvació (FIS) que va guanyar les eleccions del 1991 i fou declarat fora de la lleu per un cop d'estat el 1992. Alguns membres a títol individual van anar a les muntanyes però el partit com a tal va demanar una solució pacífica i el retorn de la democràcia. El 1995, Nahnah va participar en les eleccions presidencials i va acabar segon amb el 25,38% dels vots. Després del 2003 amb el nou líder Soltani, el partit ha format part de la coalició de tres partits que dona suport al president Abdelaziz Bouteflika.

### Germans Musulmans a Sudan
Els Germans Musulmans es van fundar al Sudan l'abril del 1949 sota influència de la secció egípcia que havia organitzat reunions des del 1945; d'altra banda estudiants sudanesos a Egipte ja havien format grups, i finalment totes les organitzacions, incloent les que havien sorgit al marge dels Germans Musulmans però amb la mateixa ideologia, van quedar unificades a la conferència del 1954.
Una branca anomenada Front de la Norma Islàmica es va separar el 1964 sota Hasan al-Turabi. El partit va tenir diversos noms i finalment el de Front Nacional Islàmic (National Islamic Front, NIF). Turabi va treballar amb el govern i va modernitzar el partit. Va donar suport al vot de les dones i algunes d'aquestes van poder participar en les eleccions; els seus objectius eren islamitzar la societat des de dalt i institucionalitzar les lleis islàmiques. L'organització va tenir presència en totes les organitzacions polítiques, l'exèrcit, la policia, l'assemblea nacional i les regionals, les organitzacions de dones i joves i altres. La seva organització de joves es va dir Shabab al-Binna, i la de dones Raidat al-Nahda; va fer campanyes educatives per islamitzar les comunitats a tot el país. Diverses organitzacions de caritat van quedar sota el seu control, així com els bancs islàmics. Després del cop d'estat del 1989 l'organització va exercir el poder a través dels militats dirigits per Omar Hassan al-Bashir. Després del 2003 la pressió americana contra el suposat suport al terrorisme li va fer perdre influència i el 2004 fou empresonat, però alliberat el 2005. La direcció de l'organització va passar a líders més moderats.

### Germans Musulmans a Somàlia
Els Germans Musulmans adopten a Somàlia el nom d'Harakat Al-Islah (Moviment de la Reforma) fundat el 1978 per Mohamed Ahmed Nur, Ali Sheikh Ahmed, Mohamed Yusuf Abdi, Ahmed Rashid Hanafi, i Abdullah Ahmed Abdullah, amb ideologia islàmica. Fou un grup no violent (mai ha participat en la lluita faccional) i modernitzador, avui dia sense activitat com a tal partit. Van restar a la clandestinitat entre 1978 i 1991. Els seus líders han estat: Shaykh Mohamed Geryare (1978-1990), Dr. Mohamed Ali Ibrahim (1990-1999), Dr. Ali Sheikh Ahmed (1999-2008) i Dr. Ali Bashi Omar Roraye (2008-2013).

### Germans Musulmans a Tunísia
El grup Al-Nahda (Renaixement o Partit del Renaixença), fou el partit islamista més important que es va fundar (inspirat en els Germans Musulmans) el 1981, per Rashid Ghannouchi, que havia estudiat a Damasc. Va participar en les eleccions de 1989 on va obtenir el 14% del vot oficial (podria ser més del doble segons el partit). Poc després l'organització fou il·legalitzada i milers de membres detinguts.

### Germans Musulmans a Líbia
Els Germans Musulmans van tenir influència entre els estudiants libis després de 1946. El Dr. Ezzudine Ibrahim fou un dels líders més influents d'aquesta organització formada com a entitat religiosa i controlada per intel·lectuals. Després del 1969 el règim va prohibir les seves activitats i de deportar a la majoria del líders cap a Egipte i el 1973 va declarar l'organització il·legal i molts membres foren arrestats; l'organització va passar a la clandestinitat operant en cèl·lules petites que es van estendre per tot el país. Al començament dels anys vuitanta van canviar de nom a Grup Islàmic Libi (Libyan Islamic Group], Al-Jama’a al-Islamiya al-Libyia) i van tornar a operar. El 2 de març del 2006 els darrers presoners (132) foren alliberats

### Germans Musulmans a Occident
Hi ha branques actives als Estats Units per propagar l'islam entre els americans i per la integració dels musulmans a la societat americana. L'Associacio d'Estudiants Musulmans, dins aquesta tendència, fou fundada el 1963; l'organització va tenir diversos noms (North American Islamic Trust el 1971, Islamic Society of North America el 1981, American Muslim Council el 1990, Muslim American Society el 1992, i International Institute of Islamic Thought.
A la Gran Bretanya la Muslim Association of Britain és la branca local dels Germans Musulmans. Altres organitzacions properes són la Islamic Mission de Mohammed Sawalha, el Centre For the Study of Terrorism de Kemal Helbawy i la Scottish Islamic Foundation, d'Osama Saeed.